# Винецкий, Ян Борисович
Ян Борисович Винецкий (укр. Ян Борисович Вінецький; 10 марта 1912, Александровск, Александровский уезд, Екатеринославская губерния, Российская империя — 1 августа 1987, Казань, Татарская АССР, РСФСР, СССР) — советский военный деятель, лётчик, прокурор, писатель, журналист. Участник гражданской войны в Испании, Великой Отечественной войны. Кавалер трёх орденов Красной Звезды, ордена «Знак Почёта», заслуженный работник культуры Татарской АССР.
Родился в 1912 году в современном Запорожье. По окончании средней школы в 1929 году уехал в Ленинград, где поступил на завод токарем. К этому времени относятся его первые литературные опыты. Увлёкшись авиацией и пройдя соответствующие курсы, в 1932 году начал службу в рядах Военно-воздушного флота РККА в составе эскадрильи «Ультиматум», базировавшейся в Гомеле. В 1936—1937 годах участвовал в гражданской войне в Испании, где был ранен и получил первый орден Красной Звезды. По возвращении в Ленинград работал военным представителем на авиационных предприятиях, а после начала Великой Отечественной войны в 1941 году вместе с одним из заводов был эвакуирован в Казань, где и остался. Принимал участие в лётных испытаниях самолётов, в том числе в условиях фронта, за что был награждён вторым и третьим орденами Красной Звезды, а также медалью «За боевые заслуги». В те годы начал печататься во фронтовых сборниках, а после окончания войны серьёзно занялся литературой. В 1947 году вышел в отставку в звании капитана. В дальнейшем работал редактором русской литературы в Татарском государственном издательстве и руководил русской секцией Союза советских писателей Татарии, а по окончании Казанского юридического института в 1948 году поступил в органы прокуратуры, где прослужил до 1956 года. Дальнейшую жизнь окончательно связал с литературным творчеством, за заслуги в котором был удостоен ордена «Знак Почёта» и почётного звания заслуженного работника культуры Татарской АССР. Автор десяти книг романов, повестей, рассказов, занимался переводами произведений татарских писателей. Наибольшую известность получил на волне хрущёвской оттепели как первооткрыватель подвига лётчика М. Девятаева. Член КПСС (с 1938 года), член Союза писателей СССР (с 1955 года), заведующий отделом литературы и искусства (1956–1969) и партийного отдела (1969—1972) газеты «Советская Татария». Скончался в 1987 году в Казани.

## Биография

### Молодые годы, Ленинград, война в Испании
Ян Борисович Винецкий родился 10 марта 1912 года в Александровске на территории современной Украины. По национальности — еврей. Из семьи рабочего: отец батрачил, а после революции работал на Могилёвской швейной фабрике. С ранних лет проникся уважением к труду, находясь в среде старых рабочих, участников трёх русских революций.
Рос в трудных условиях, но родители пытались дать своему сыну достойное образование. В 1929 году закончил девять классов средней школы, а затем в возрасте 17 лет покинул родной дом и уехал в Ленинград. Там поступил на Ленинградский завод текстильного машиностроения имени К. Маркса на Выборгской стороне, где сначала был в учениках, а потом работал токарем по металлу. В молодости увлёкся авиацией. В 1931 году по призыву комсомольской организации поступил в Ленинградскую военно-теоретическую школу лётчиков имени Ленинского комсомола, технический курс которой окончил в 1932 году. В 1932—1936 годах служил в эскадрилье «Ультиматум» 252-й авиационной бригады в Гомеле на должности старшего техника звена, впоследствии — отряда.
После начала гражданской войны в Испании и итальянско-германской интервенции, в 1936—1937 годах добровольцем служил в Военно-воздушных силах Испанской Республики и сражался против франкистского режима. В одном из боёв был контужен, после чего отправлен в четырёхмесячный отпуск, прослужив в общей сложности в Испании чуть больше года. В 1937 году за выполнение особого задания в Испании был награждён орденом Красной Звезды. В 1938 году вступил в коммунистическую партию.

### Великая Отечественная война, Казань, работа в прокуратуре
По возвращении в Советский Союз с 1938 года служил военным представителем Главного управления заказов самолётов и моторов ВВС РККА на ленинградских авиазаводах. В 1941 году после начала Великой Отечественной войны вместе с авиазаводом № 387 был эвакуирован в Казань, где и остался. Был начальником аэродромной группы завода № 387 Народного комиссариата авиационной промышленности СССР, близко общался с рабочими, инженерами, конструкторами, вместе с заводскими лётчиками-испытателями участвовал в испытаниях в воздухе сотен самолётов. В 1943 году был командирован на Волховский фронт, где лично испытывал на деле лёгкие самолёты По-2, за что был награждён вторым орденом Красной Звезды. За заслуги в ходе дальнейших тыловых и боевых испытаний самолётов был удостоен третьего ордена Красной Звезды, а также награждён медалью «За боевые заслуги». Во время войны родители Винецкого и две его младшие сестры, жившие в Могилёве, были убиты немцами. В 1947 году демобилизовался в звании капитана, прослужив в ВВС более 17 лет.
В 1945 году, ещё во время работы на заводе, поступил в Казанский юридический институт, который в 1948 году окончил экстерном, получив высшее юридическое образование. Параллельно, в 1945—1946 годах отучился в Казанском вечернем университете марксизма-ленинизма. В 1947—1948 годах работал редактором русской литературы в Татарском государственном издательстве, был избран руководителем русской секции Союза советских писателей Татарии, участвовал в работе республиканской конференции молодых писателей ТАССР.
В 1948 году поступил на работу в органы прокуратуры Татарской АССР, где сначала находился на стажировке, но уже в том же году был назначен на должность прокурора отдела общего надзора, став отвечать за контроль над исполнением законов в промышленности. За годы службы показал себя грамотным и квалифицированным юристом, ответственным и принципиальным сотрудником прокуратуры, вскрывшим целый ряд нарушений союзного законодательства, в том числе в нефтяной промышленности Татарии. Неоднократно поощрялся благодарностями, был возведён в классный чин младшего советника юстиции, являлся заместителем секретаря партийной организации и редактором стенной газеты. Неоднократно пытался уйти с работы по причине ухудшения состояния своего здоровья, в частности, истощения нервной системы и последствий полученной в Испании контузии, но оставался по причине тяжёлого материального положения семьи, так как в случае увольнения потерял бы зарплату. Наконец, в 1956 году вышел в отставку по личному заявлению из-за тяжёлой болезни жены, а также с целью сосредоточиться на литературной деятельности, где в дальнейшем использовал впечатления от работы прокурором.

### Литературная работа
Член Союза писателей СССР (с 1955 года), Союза писателей ТАССР. Делегат III съезда писателей РСФСР (1970). В 1920-х годах в Ленинграде одновременно с работой на производстве занимался в литературном объединении под руководством А. Фадеева. Первые стихи были опубликованы в коллективном сборнике ленинградских молодых поэтов «Оборона», изданном в 1934 году под редакцией А. Прокофьева. Активно печататься начал с 1939 года. Первый рассказ под названием «Бабий полк» был опубликован в 1944 году в сборнике «К победе», после чего последовали и другие рассказы. Систематическим литературным творчеством начал заниматься с 1945 года, в годы учёбы на юриста.
Литературное творчество Винецкого отличалось многогранностью, он работал во всех формах и жанрах, являлся автором рассказов, повестей, романов, зарисовок, очерков. Известен также своими театральными рецензиями, публиковавшимися в республиканской печати, в том числе, о спектаклях Казанского большого драматического театра имени В. И. Качалова. В числе крупных произведений — 10 изданных книг, а именно: книга рассказов «Небо Родины» (1945), повести «Верность» и книга очерков «Подвиг» (1948), повесть «Соловей» (1953), роман «Человек идёт в гору» (1954), роман «Мадридская повесть» (1956), роман «Отчий дом» (1958), книга рассказов «Люди наших дней» (1960), роман «Тот, кто верит» (1963), книга повестей «Истоки» (1972). Выступил как переводчик с татарского на русский язык романов «Алар өчәү иде» («Их было трое», 1947), «Онытынмас еллар» («Незабываемые годы», 1950) и «Гади кешеләр» («За городом, за Казанью», 1957) И. Гази, произведений А. Абсалямова, А. Шамова, Ф. Хусни, Ш. Маннура, М. Хасанова, Г. Минского и других писателей.
Будучи также журналистом и публицистом, 16 лет проработал в редакции газеты «Советская Татария»: в 1956–1969 годах был заведующим отдела литературы и искусства, а затем трудился в партийном отделе, будучи членом партбюро и заместителем секретаря парторганизации. В 1972 году вышел на пенсию по достижении 60 лет и с тех пор занимался исключительно литературным творчеством. Являлся одним из редакторов альманаха Союза писателей ТАССР «Литературная Казань», где активно публиковался. Проживая на улице Челюскина, руководил литературным объединением клуба Соцгорода. В 1957 году за многолетнюю плодотворную деятельность был награждён орденом «Знак Почёта». В 1967 году получил почётное звание заслуженного работника культуры Татарской АССР. Мастер татарской литературы Г. Баширов отзывался о Винецком как о «наблюдательном, талантливом писателе и неутомимом труженике». Тем не менее, по воспоминаниям И. Данилова, в 1970-х годах Винецкий в литературе оказался «не у дел».

### Очерк творчества
Первая книга Винецкого была издана в 1945 году — это сборник рассказов «Небо Родины», о героях Первой и Второй мировых войн, в частности, о П. Н. Нестерове и других лётчиках. В 1948 и 1954 годах соответственно в свет вышли повесть «Верность» и роман «Человек идёт в гору», в которых рассказывается о рабочем коллективе ленинградского авиационного завода. Героями романа стали инженеры-конструкторы, лётчики-испытатели, служащие завода, работающие над самолётом По-2. По отзывам критиков, Винецкому особенно «удались образы коммунистов, руководителей партийной организации». Наряду с трудовыми буднями, работой над самолётом, его совершенствованием и испытаниями, в роман введена любовная линия, а также эпизод с разоблачением американского шпиона и завербованных им предателей.

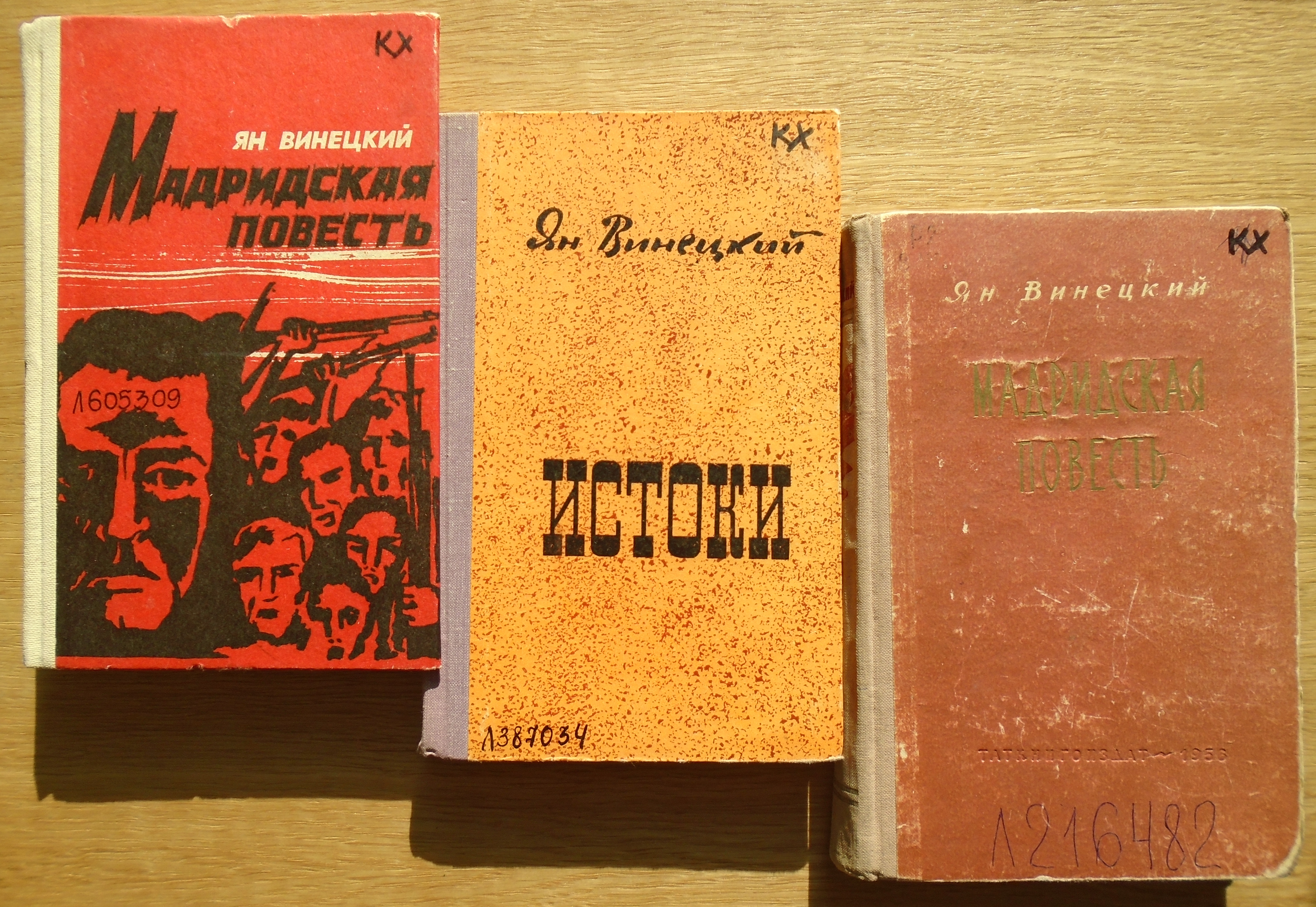
Некоторые издания книг Винецкого

В 1953 и 1956 годах были напечатаны повесть «Соловей» и роман «Мадридская повесть» (переиздан в 1982 году), основанные на личных впечатлениях автора и рассказывающие о борьбе испанского народа против международного фашизма, о бойцах интернациональных бригад. Сам Винецкий отмечал, что в повести показал «образцы простых испанских людей, которые не склонились перед франкистами и их новыми американскими хозяевами и ведут с ними героическую борьбу за свободу своей Родины». Действие романа же более обширно и охватывает события гражданской войны с самого начала, с попытки свержения республики в 1932 году до разгрома итальянцев под Гвадалахарой в 1937 году. Наряду с описанием боёв и сражений на земле и в небе, очевидцем которых был сам Винецкий, в «Мадридской повести» фигурируют реальные исторические персонажи, в том числе генерал Лукач, он же Мате Залка, причём в канву романа умело вплетён и художественный вымысел, благодаря чему тот отличается постоянным напряжением сюжета и стремительным ходом событий. В 1958 году был опубликован роман «Отчий дом», рассказывающий о жизни и судьбе лётчика П. Нестерова, основоположника высшего авиационного пилотажа, разбившегося в 1914 году при таране австрийского самолёта-разведчика. Винецкий более двадцати лет работал над этим произведением, ставшим главным трудом всей его жизни, полагая, что тот будет полезен в деле воспитания молодёжи.
В 1960 году вышла книга очерков и рассказов «Люди наших дней», разнообразная по сюжетам. Так, рассказ «Первая полынья» повествует об участии В. Ленина в сходке студентов Казанского университета. Одним из героев рассказа «Человек и годы», основанного на реальном материале, является сын казанского мещанина подпоручик Бугульминского пехотного полка В. Распопов, прошедший через русско-японскую и Первую мировую войну, революцию, гражданскую войну, из которых тот вышел полковником и командующим армией. В очерке «Побратимы» рассказано о Герое Советского Союза лётчике М. Девятаеве. Рассказ «Цветок на камне» на широком историческом фоне татарского батальона повествует о пребывании старшины Г. Ахметова в плену и любви к польской девушке, с помощью которой он бежал на Родину, но так и не смог найти любимую, свой цветок на камне, после войны. В книге также помещены рассказы «Высокая должность» (о прицепщике на тракторе), «Дальнее плавание» (о альметьевских нефтяниках-буровиках), «Высота чувства» (о рабочих колхоза «Комбайн») и другие. Очередной роман под названием «Тот, кто верит», вышедший в 1963 году, также посвящён трудовым подвигам людей 1960-х годов и рассказывает о рождении татарстанской нефти.
Выпущенная в 1972 году книга «Истоки», в которую вошли документально-художественные повести и рассказы, также отличается разнообразием сюжетов. Собственно, в повести «Истоки», давшей название книге, рассказано о казанском периоде жизни В. Ленина, о его брате А. Ульянове. «Баллада о блаженном» посвящена жизни М. Горького в Казани, причём там дана предполагаемая, но недоказанная исторически, встреча тогда ещё продавца пекарни А. Пешкова с будущем вождём революции. В рассказе «Пушкин и Марютка» описан приезд в Казань А. Пушкина с целью сбора материалов для книги о Пугачёвском восстании. Рассказ «Зори девичьи» повествует о летчице М. Сыртлановой. Рассказы «Услышь меня, Мария!» и «По ту сторону» также рассказывают о лётчиках, но уже об участниках боёв в Испании.

### Открытие подвига лётчика Девятаева

Ян Винецкий и Михаил Девятаев

Главным образом Винецкий известен как первооткрыватель подвига лётчика М. Девятаева. На волне хрущёвской оттепели журналистам была поставлена задача разыскать участников войны, не получивших должного признания в годы культа личности, развенчанного в 1956 году на ХХ съезде партии. Такое задание через военные комиссариаты было спущено редакторам печатных изданий и уже в данном конкретном случае начальством газеты «Советская Татария» поручено журналисту Винецкому. В военкомате Молотовского района Казани Винецкому рассказали о некоем артиллеристе, угнавшем немецкий самолёт, и дали адрес Девятаева, проживавшего в то время в доме на углу улиц Чехова и Лесгафта.
В 1944 году самолёт «Аэрокобра» Р‑39 командира звена 104-го авиационного полка старшего лейтенанта ВВС Девятаева во время боевого вылета в районе Львова попал под огонь немецких истребителей и потерпел крушение. Девятаев выбросился с парашютом, потерял сознание, но выжил и в таком состоянии попал в плен, откуда пытался бежать и в конце концов был отправлен в концентрационный лагерь Заксенхаузен. Будучи приговорённым к смерти, с помощью местного подпольщика Девятаев заполучил бирку умершего заключённого-штрафника и таким образом стал артиллеристом Никитенко. Вскоре, вместе с другими лагерниками Девятаев-Никитенко был отправлен в концлагерь на острове Узедом, где труд заключённых использовался на строительстве полигона «Пенемюнде» для испытания ракет «Фау-2». Разрабатывая план побега, группа из десяти советских военнопленных во главе с Девятаевым, единственным в лагере лётчиком, пришла к мысли об захвате немецкого самолёта. Воспользовавшись уходом немецких техников на обед, 8 февраля 1945 года группа Девятаева угнала бомбардировщик «Хейнкель-111», на котором они перелетели линию фронта и приземлились на советской территории. После проверки органами НКВД с группы Девятаева были сняты обвинения в измене Родине, однако следующие 12 лет он носил на себе клеймо плена. Наконец, Девятаев смог устроиться в Казанский речной порт и встретил 1956 год капитаном буксира «Огонёк».

Очерк Винецкого о Девятаеве

В ноябре 1956 года Винецкий вместе с собственным корреспондентом «Литературной газеты» Б. Гизатуллиным подъехал к дому, в подвале которого жила семья Девятаевых. Он поначалу отказался рассказывать про угон немецкого самолёта, но узнав, что журналист — тоже лётчик, согласился поговорить, в результате чего беседа Винецкого и Девятаева продлилась всю ночь. После этого Винецкий обратился к первому секретарю Татарского обкома КПСС С. Игнатьеву и получил доступ к документам КГБ ТАССР, где, несмотря на некоторое нежелание П. Семёнова делиться информацией, получил подтверждение рассказу Девятаева. По итогам этого расследования Винецкий написал очерк о Девятаеве под красноречивым названием «Мужество». Сначала он пытался опубликовать очерк в газете «Советская Татария», однако в Казани от такого сенсационного материала отказались. При помощи Гизатуллина Винецкий переслал очерк в Москву, в издание всесоюзного уровня — в «Литературную газету», но и там он пролежал ещё три месяца, пока проводилась проверка всех фактов. Сначала материал обещали напечатать накануне 1957 года, затем дату публикации перенесли на 23 февраля, приурочив к дню Советской армии, а в итоге очерк вышел в номере «Литературной газеты» от 23 марта 1957 года.
Михаил Девятаев работает сейчас капитаном маленького буксира, бороздящего волны великой русской реки. В прошлом году в Горьком он встретился с дорогим своим побратимом — Иваном Павловичем Кривоноговым. Вспомнили трудную свою судьбу, необыкновенный побег из фашистского плена. Сколько на нашей земле таких героев, воспитанных партией, всем укладом нашей жизни, нашего общества! Иные из них внешне незаметны, они словно бы растворяются в ярком, солнечном утре жизни. Но в лихолетье, когда Родину окутывают тучи, негасимыми огоньками сверкают они там и тут.«Мужество», Ян Винецкий, «Литературная газета», 1957 год.
Очерк Винецкого вызвал широкий общественный резонанс, в результате чего о подвиге группы Девятаева узнала вся страна, про бывшего лётчика стали писать другие газеты и журналы, сделав его всесоюзной знаменитостью. В итоге, спустя 12 лет после событий в Узедоме, благодаря Винецкому Девятаев обрёл заслуженное признание — 15 августа 1957 года ему было присвоено звание Героя Советского Союза. По выпущенной вскоре книге Девятаева «Побег из ада» композитор Р. Бренинг создал оперу «Крылатый человек», причём вторая версия либретто была написана Винецким. Будучи благодарным за свою долгожданную реабилитацию, Девятаев дружил с Винецким всю его последующую жизнь.

### Последние годы, наследие
В 1960-х годах Винецкий выжил при наезде автомобиля на улице Горького в Москве, а к концу жизни начал терять зрение и в итоге полностью ослеп, не завершив работы над книгой. Последняя рукопись его романа под названием «Горсть солнца» рассказывает о судьбе Девятаева. Скончался 1 августа 1987 года в Казани на 76 году жизни. Похоронен на кладбище в Самосырово. После него остались жена Анна Васильевна (1916—1992), двое детей — сын Ян и дочь Анна. Жене, «с которой идти солнечно даже в ненастье», Винецким был посвящён роман «Отчий дом». Сыну же он посвятил рассказ «Василек», в котором повествуется о самопожертвовании лётчика, у которого во время войны родился сын, ради спасения жизни чужого ребёнка. Дом Винецкого в Соцгороде сохранился по сей день. Писатель фигурирует в повести «Последний полёт» В. Жмака о Девятаеве, а также его романе «Летчик Девятаев. Из фашистского ада — в небо!». Несмотря на важность участия в судьбе лётчика, Винецкий никак не задействован в фильме «Девятаев» Т. Бекмамбетова, выпущенном в 2021 году.

## Награды
- Орден Красной Звезды (трижды — 1937, 1945, 1946 гг.)[1][20][14].
- Орден «Знак Почёта» (14 июня 1957 года) — за выдающиеся заслуги в развитии татарского искусства и литературы и в связи с декадой татарского искусства и литературы[тат.] в гор. Москве[74].
- Медали, в том числе «За боевые заслуги» (1944 год), «За оборону Ленинграда» (1943 год), «За победу над Германией в Великой Отечественной войне 1941—1945 гг.» (1945 год), «За участие в национально-революционной войне в Испании в 1936—1939 гг.» (1967 год)[7][1][20][27][14].
- Почётное звание «Заслуженный работник культуры Татарской АССР[тат.]» (1967 год)[37][42].